# پمپ آسیابی
پمپ آسیابی (انگلیسی: Grinder pump) یک وسیله مدیریت پسماند است. پسماند از وسایل مصرف‌کننده خانگی آب مانند توالت‌ها، وان حمام، ماشین ظرف‌شویی و مانند آن، از راه لوله‌های خانگی به پمپ آسیابی و در نهایت به مخزن نگهدارنده وارد می‌شود. زمانی که پسماند در آب به یک سطح خاص رسید، پمپ روشن می‌شود و پسماند را به لجن ریز، آسیاب می‌کند و آن را به سیستم فاضلاب مرکزی ارسال می‌نماید.